# Epic Movie
Epic Movie è un film del 2007 scritto e diretto da Jason Friedberg e Aaron Seltzer.
È una parodia di molti film e saghe cinematografiche di successo a metà degli anni duemila.

## Trama
Quattro orfani si incontrano grazie al ritrovamento di un biglietto d'oro che li invita alla fabbrica di cioccolato di Willy Wonka: Lucy è in fuga da Silas, un monaco albino di colore che le ha ucciso il padre adottivo, un curatore del Louvre; Edward viene da un monastero messicano gestito da luchadores; Susan è la superstite namibiana di un'invasione di serpenti su un aereo; Peter è uno studente di una scuola per giovani mutanti bullizzato a causa del suo superpotere, delle ali atrofiche da pollo. Il signor Wonka si rivela però un maniaco che vuole usarli come ingrediente segreto dei suoi dolciumi.
Per sfuggirgli, Lucy si nasconde in un armadio che la conduce nel regno magico di Gnarnia. Insieme a Peter e Susan, viene informata dal fauno Tumnus di una profezia su di loro: ispezionando L'ultima cena, scoprono di essere tutti e quattro fratelli, separati alla nascita dall'assassina dei loro genitori, la Bianca Gnocca, che sono destinati a sconfiggere, liberando Gnarnia. Edward tuttavia tradisce gli altri perché sedotto dalla Bianca Gnocca, una prototipica MILF. Lei mette Silas sulle loro tracce, ma il sacrificio di Tumnus permette al trio di scappare per raggiungere il mitico Aslo. Edward riesce a evadere con l'aiuto del pirata Jack Squallor, ma si rivela solo l'ennesimo trucco della Bianca Gnocca.
Prima di poter incontrare il metà leone e metà uomo Aslo, che ha formato un esercito per liberare Gnarnia, Peter, Susan e Lucy si allenano a Hogwarts. Aslo accetta la loro supplica e irrompe nelle segrete nemiche per liberare Edward, uccidendo Silas ma venendo ucciso dalla Bianca Gnocca. In salvo, i quattro fratelli riuniti si vedono giurare fedeltà dall'esercito di Aslo, ma, durante la notte di bagordi prima della battaglia, Susan beve troppo e vomita addosso ai partecipanti che, schifati, se ne vanno: rimasti da soli a fronteggiare l'esercito nemico, vengono sconfitti. Peter trova un telecomando in grado di controllare la realtà e "mette in pausa" la Bianca Gnocca e il suo esercito, che uccidono con facilità e l'aiuto più o meno involontario di Jack Squallor a bordo di una ruota di mulino impazzita.
Incoronati sovrani di Gnarnia, vi passano molti anni finché, oramai anziani, ritrovano l'armadio che li aveva condotti lì. Lo attraversano, scoprendo che nel mondo reale non è passato un secondo, prima di morire schiacciati dalla ruota di Jack.

## Colonna sonora
- Beep - Pussycat Dolls
- It's Hard out Here for a Pimp - Three 6 Mafia feat. Cedric Coleman
- Promiscuous - Nelly Furtado
- Ms. New Booty - Bubba Sparxxx feat. Ying Yang Twins
- Waiting for a Girl Like You - Foreigner
- Lazy Sunday
- Don't Speak (I Came to Make a Bang!) - Eagles of Death Metal
- Magic Bus - The Who
- Kung Fu Fighting - Carl Douglas
- Wonka's Welcome Song - Danny Elfman from Charlie and the Chocolate
- Smack That - Akon feat. Eminem
- Factory Original Soundtrack
- Eye of the Tiger - Survivor
- My Humps - The Black Eyed Peas
- Bring Forth Your Booty - 10 sui and La Resistance

## Promozione
(Tagline italiana del film)

## Accoglienza

### Incassi
Il film ha avuto un incasso mondiale pari a $86,858,578 (di cui $39,739,367 solo negli Stati Uniti).

### Critica
La pellicola ha ricevuto non pochi pareri negativi.
(Federico Pedroni, FilmTv.it)
(Diego Altobelli, Filmup.com)
(Letizia della Luna, MyMovies.it)
Il sito Rotten Tomatoes ha assegnato al film solo il 2% di recensioni positive mentre su Internet Movie Database ha raggiunto il 67º posto nella classifica dei film peggiori della storia della cinematografia mondiale (con il voto complessivo di 2.4 su 10).
Nel 2007 la pellicola ha ricevuto le candidature ai Razzie Awards 2007 come Peggior sceneggiatura, Peggior remake o rip-off e Peggior attrice non protagonista per Carmen Electra.
La rivista Empire ha collocato la pellicola al 5º posto nella classifica dei 50 film peggiori di sempre votati dai lettori.

## Riferimenti culturali

### Film citati o parodiati
- American Pie (1999)
- American Trip - Il primo viaggio non si scorda mai (2004)
- Borat - Studio culturale sull'America a beneficio della gloriosa nazione del Kazakistan (2006)
- Cambia la tua vita con un click (2006)
- Il codice da Vinci (2006)
- Le cronache di Narnia - Il leone, la strega e l'armadio (2005)
- La fabbrica di cioccolato (2005)
- The Fast and the Furious: Tokyo Drift (2006)
- Film di Harry Potter
- Film di James Bond
- Film di Mission: Impossible
- Film di Pirati dei Caraibi, con particolare riferimento a Pirati dei Caraibi - La maledizione del forziere fantasma (2006)
- Film di Star Wars
- Film sugli X-Men
- Super Nacho (2006)
- Scarface (1983)
- Snakes on a Plane (2005) e la sua accoglienza su internet
- Superman Returns (2006)
- V per Vendetta (2006)

### Personaggi famosi citati o parodiati
- Flavor Flav
- Mel Gibson in riferimento ai suoi problemi giudiziari
- Paris Hilton
- Samuel L. Jackson (all'interno della parodia di Snakes on a Plane)
- Angelina Jolie e Brad Pitt in riferimento alle loro adozioni
- Ashton Kutcher (all'interno della parodia di Punk'd)
- Puff Daddy
- Kanye West in riferimento a un suo commento in televisione («Bush doesn't care about black people») sulla gestione dell'uragano Katrina

### Programmi TV parodiati
- MTV Cribs
- Punk'd

### Canzoni parodiate
- Fergalicious di Fergie